# Nefermaat (chaty de Seneferu)
| nfr | U4 · t | \| \| | nfr | I9 · D21 | U2 · Aa11 | D36 · X1 · Z5 |
|     |        |       |     |          |           |               |

|  |

| nfr | U4 · t | \| \| | nfr | I9 · D21 | U2 · Aa11 | D36 · X1 · Z5 |
|     |        |       |     |          |           |               |

|  |

Fragmento de la estela de Nefermaat. Museo del Louvre.

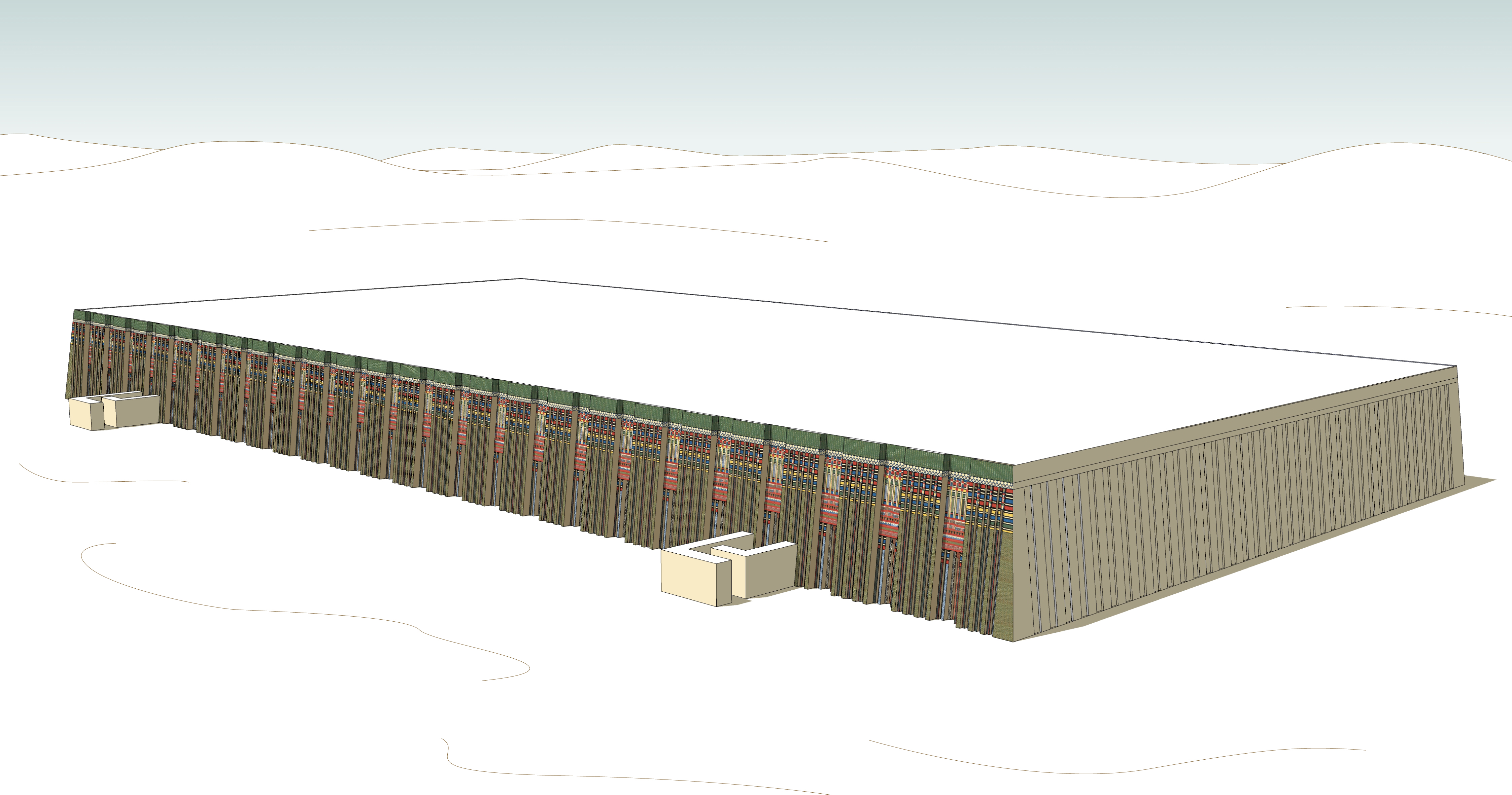
Tumba de Nefermaat en Meidum.

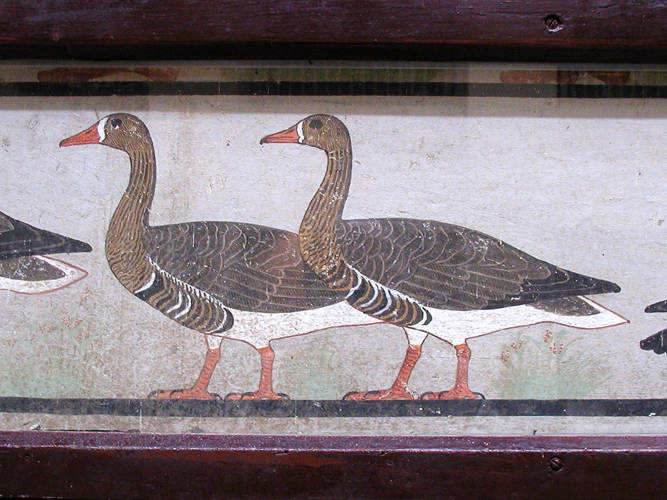
Fragmento de las «ocas de Meidum».

El príncipe Nefermaat podría haber sido hijo de Seneferu, primer faraón de la cuarta dinastía, y tenía el cargo de Chaty –visir. Entre sus títulos destacan el de hijo mayor del rey, portador del sello real, director de todos los oficios divinos, supervisor de todas las obras reales, guardián de Nején y profeta de Bastet.
Su nombre significa, literalmente, perfecta es la Justicia (Maat).
Podría haber dirigido la construcción de la Pirámide de Seneferu, y se le adjudica la invención de la técnica de incrustación de pasta de vidrio coloreada: 

Así pues, regaló a sus dioses una escritura indeleble.

## Tumba
En su tumba de Meidum, la mastaba 16, compartida con su esposa Itet, hizo representar sus dominios, que eran al menos cuarenta y cinco. Una de las imágenes es una escena de caza con red, y las famosas «Ocas de Meidum», que son especialmente sorprendentes por los tonos naturales conseguidos en la pintura, aplicada sobre una capa de estuco; plantas de un verde claro, y flores rojas, representan el paisaje de las orillas de un estanque. El friso, de una longitud de 1,73 m y una altura de 28 cm, se conserva en el Museo egipcio de El Cairo.

## Familia
A pesar de la ausencia de evidencia epigráfica, se cree que podría haber sido hijo de Seneferu y de la reina Hetep-heres, y hermano del faraón Jufu y de los príncipes Nefertkau, Kanefer (chaty de Jufu) y Anjaf.
Su hijo Hemiunu es probablemente el chaty Hemiunu, de quien se cree que ayudó a planificar las grandes pirámides. Una de las hermanas de Nefermaat, Nefertkau tuvo un hijo también llamado Nefermaat.